# Ormosia cockerelli
Ormosia cockerelli är en tvåvingeart som först beskrevs av Daniel William Coquillett 1901.  Ormosia cockerelli ingår i släktet Ormosia och familjen småharkrankar. Inga underarter finns listade i Catalogue of Life.